# The Tunnel
The Tunnel es un drama británico-francés que se estrenó el 16 de octubre de 2013 a través de la cadena Sky Atlantic en el Reino Unido y en noviembre del 2013 por Canal+ en Francia. La serie está basada en la serie danesa-sueca El puente creada por Hans Rosenfeld.
La serie ha contado con la participación de los actores Joseph Mawle, Keeley Hawes, Tom Bateman, Mathieu Carrière, Tobi Bakare, Jeanne Balibar, Jack Lowden, Emilia Fox, Liz Smith, Constantine Gregory, entre otros...
En febrero la cadena Sky anunció que la serie tendría una segunda temporada la cual lleva el nombre de "The Tunnel: Sabotage" y fue estrenada el 12 de abril del 2016.

## Historia
La serie sigue al detective británico Karl Roebuck y a la detective francesa Elise Wasserman, quienes comienzan a trabajar juntos después de que se descubre la parte superior del cuerpo de Marie Villeneuve, una política francesa, y la parte baja de Gemma Kirwan, una prostituta británica que estaba desaparecida desde hace varios meses, en un canal que se encuentra en un punto medio entre Francia y el Reino Unido. Más tarde los detectives descubren que el asesino en serie se encuentra matando y aterrorizando a los dos países.

## Personajes

### Personajes principales
| Actor                    | Personaje              | Ocupación                                              | Nº de episodios | Duración        |
| ------------------------ | ---------------------- | ------------------------------------------------------ | --------------- | --------------- |
| Stephen Dillane          | Karl Roebuck           | Miembro de la Unidad de Protección Pública / Detective | 18              | 2013 - presente |
| Clémence Poésy           | Capt. Elise Wassermann | Comandante en Jefe / Detective                         | 18              | 2013 - presente |
| Cédric Vieira            | Philippe Viot          | Oficial de Policía                                     | 18              | 2013 - presente |
| Angel Coulby             | Laura Roebuck          | Periodista                                             | 18              | 2013 - presente |
| Thibault de Montalembert | Olivier Pujol          | exjefe de la Policía de Calais                         | 16              | 2013 - presente |
| Fanny Leurent            | Julie                  | Oficial de la Policía                                  | 5               | 2016 - presente |

### Personajes recurrentes
| Actor             | Personaje              | Ocupación                               | Nº de episodios | Duración        |
| ----------------- | ---------------------- | --------------------------------------- | --------------- | --------------- |
| Thibaut Evrard    | Gaël                   | Barman                                  | 9               | 2013 - presente |
| William Ash       | Boleslaw "BB" Borowski | Detective                               | 8               | 2016 - presente |
| Juliette Navis    | Louise Renard          | Detective Francés                       | 8               | 2016 - presente |
| Johan Heldenbergh | Robert Fournier        | Criminal                                | 7               | 2016 - presente |
| Stanley Townsend  | Mike Bowden            | Jefe de la Unidad de Protección Pública | 7               | 2016 - presente |

### Antiguos personajes
| Actor              | Personaje               | Ocupación                        | Episodios | Duración    | Estado | Causa                                                        |
| ------------------ | ----------------------- | -------------------------------- | --------- | ----------- | ------ | ------------------------------------------------------------ |
| Emilia Fox         | Vanessa Hamilton        | Traficante de Personas           | 6         | 2016        | -      | -                                                            |
| Laura de Boer      | Eryka Klein             | -                                | 7         | 2016        | -      | -                                                            |
| Hannah J. Kamen    | Rosa Persuad            | Criminal                         | 5         | 2016        | -      | -                                                            |
| Nicolas Wanczycki  | Thibaut Briand          | -                                | 4         | 2016        | -      | -                                                            |
| Duran Fulton Brown | Max Borin               | Criminal                         | 4         | 2016        | -      | -                                                            |
| Clarke Peters      | Sonny Persaud           | Profesor                         | 4         | 2016        | -      | -                                                            |
| Eloise Graves      | Chloe Fournier          | -                                | 2         | 2016        | -      | -                                                            |
| Jack Lowden        | Adam Roebuck            | -                                | 8         | 2013        | Muerto | asesinado por Kieran al inyectarle una sobredosis de morfina |
| Tom Bateman        | Danny Hiller/G. Haddock | Periodista                       | 5         | 2013        | Muerto | asesinado por Kieran Ashton al detonar una bomba             |
| Dimitri Rataud     | Laurent Delgado         | Oficial de Policía               | 2         | 2013        | Muerto | asesinado por Kieran Ashton de un disparo                    |
| Joseph Mawle       | Stephen Beaumont        | Asistente Social                 | 5         | 2013        | Muerto | se suicidó después de admitir el asesinato de Anthony        |
| Ed Skrein          | Anthony Walsh           | Proxeneta                        | 3         | 2013        | Muerto | asesinado por Stephen Beaumont por arruinar su trabajo       |
| Paul Ready         | Benji Robertson         | -                                | 3         | 2013        | Muerto | se suicidó con cianuro después de ser detenido               |
| Dominic Letts      | Dr. Jacobsen            | Psiquiatra                       | 1         | 2013        | Muerto | asesinado por Benji decapitándolo bajo las órdenes de Kieran |
| Pascal Laurent     | Jean-Claude Delplanque  | Veterano de Guerra               | 2         | 2013        | Muerto | asesinado por Kieran al encerrarlo en un almacenamiento frío |
| Mathieu Carrière   | Alain Joubert           | Banquero                         | 2         | 2013        | Muerto | atropellado por un tren al huir de la gente que lo perseguía |
| David G. Robinson  | -                       | Detective Francés                | 6         | 2013 - 2016 | -      | -                                                            |
| Phil Hodges        | -                       | Oficial Francés                  | 6         | 2013 - 2016 | -      | -                                                            |
| Karol Steele       | -                       | Oficial Francesa                 | 5         | 2013 - 2016 | -      | -                                                            |
| Eric Savin         | Garrido                 | Oficial de la Policía (corrupto) | 2         | 2016        | Muerto | se suicidó de un disparo                                     |
| Tanya Cubric       | Olena Bahkia            | -                                | 3         | 2016        | Muerta | asesinada al ser empujada de un edificio                     |
| Marie Dompnier     | Madeleine Fournier      | -                                | 2         | 2016        | Muerta | secuestrada y asesinada por su esposo Robert                 |

## Episodios
La primera temporada de la serie estará compuesta por 10 episodios.

## Producción
La producción anglo-francesa fue anunciada como un proyecto en conjunto entre BSkyB y Canal+ (Francia) en enero del 2013. 
El diálogo de la serie es bilingüe por primera vez en la televisión británica y francesa.
Las filmaciones comenzaron en febrero del 2013 en Kent y al norte de Francia, con un presupuesto de £15 millones. 
Durante el episodio estreno de la serie esta fue vista por 362.000 de espectadores.
Es dirigida por Dominik Moll y escrita por Ben Richards, en la producción se encuentra Ruth Kenley-Letts y cuenta con la participación en la producción ejecutiva de Lars Blomgren, Jane Featherstone, Manda Levin, Nora Melhli, Anne Mensah, Fabrice De La Patellière y Karen Wilson.